# Parafia św. Andrzeja Apostoła w Garczynie
Parafia Świętego Andrzeja Apostoła w Garczynie – parafia rzymskokatolicka, znajdująca się w diecezji pelplińskiej, w dekanacie Skarszewy.

## Proboszczowie Parafii Garczyn na przestrzeni lat[2]
- Ks. Józef Słomiński : 1729 – 1764
- Ks. Wawrzyniec Bałachowski: 1764 – 1777
- Ks. Stanisław Kaliszewski: 1778 – 1788
- Ks. Jan Lewiński: 1790 – 1798
- Ks. Józef Lewiński: 1798 – 1804
- Ks. Józef Pozorski: 1804 – 1806
- Ks. Maciej Bączyński: 1816 – 1827
- Ks. Jan Hieronim Ornass: 1827 – 1834
- Ks. Jakub Bojanowski: 1834 – 1841
- Ks. Józef Lomitz: 1843 – 1849
- Ks. Jan Arnold Schnitz: 1849 – 1851
- Ks. Andrzej Sterke: 1851 – 1860
- Ks. Józef Zawiszewski: 1861 – 1862
- Ks. Bartłomiej Kowalski: 1862 – 1892
- Ks. Teofil Lipski: 1892 – 1922
- Ks. Józef Stock: 1922 – 1932
- Ks. Józef Alfons Miszewski: 1932 – 1933
- Ks. Ernest Jesionowski: 1933 – 1939; 1945 – 1969
- Ks. Edmund Makowski: 1941 – 1945
- Ks. Hieronim Zbilski: 1969 – 1988
- Ks. Stanisław Klasa: 1988 – 1990
- Ks. Stanisław Zaborowski: 1988 – 1989 (pomoc duszpasterska)
- Ks. Eugeniusz Grzędzicki: 1990 – 1997
- Ks. Ryszard Konefał: 1997 – 2007
- Ks. Rafał Cieszyński: 2007 – 2015
- Ks. Marek Kaleta: 2015 – 2023
- Ks. Grzegorz Flisikowski od 2023 (administrator)[1]